# MAN NG 313
MAN NG 313 (A23) – niskopodłogowy, przegubowy autobus miejski, produkowany w latach 1998-2004 przez niemiecką firmę MAN. Był również produkowany w zakładzie MAN STAR Trucks & Busses w Sadach koło Poznania. W 2004 r. wprowadzono na rynek zmodernizowaną wersję, której podstawowy typ – zgodnie z nową nomenklaturą nazwano NG313 MAN Lion’s City G.

## Konstrukcja
Jest to autobus klasy MEGA, którego moc silnika wynosi 310 KM. Produkowany był w różnych konfiguracjach z drzwiami 2-2-2-0 i 2-2-2-2, w zależności od zamówienia.

## Eksploatacja
Autobus ten był eksploatowany między innymi w MZA Warszawa, MPK Poznań oraz GAiT w Gdańsku. 
MZK Koszalin był ostatnim przewoźnikiem, który liniowo eksploatował ten model. Ostatni egzemplarz w taborze przewoźnika (numer taborowy #1181) został wycofany pod koniec czerwca 2025.